# 總務大臣政務官
總務大臣政務官（総務大臣政務官）是任職於總務省的大臣政務官，最多可由3人出任。

## 歴代大臣政務官
| 總務大臣政務官 | 總務大臣政務官             | 總務大臣政務官               | 總務大臣政務官              | 總務大臣政務官 | 總務大臣政務官                 |
| 内閣           | 内閣                       | 姓名                         | 姓名                        | 姓名           | 任期                           |
| -------------- | -------------------------- | ---------------------------- | --------------------------- | -------------- | ------------------------------ |
| 第2次森内閣    | 改造内閣（中央省庁再編後） | 滝実                         | 山名靖英                    | 景山俊太郎     | 2001年1月6日 - 2001年4月26日   |
| 第1次小泉内閣  | 第1次小泉内閣              | 新藤義孝                     | 山名靖英                    | 景山俊太郎     | 2001年5月7日 - 2001年9月21日   |
| 第1次小泉内閣  | 第1次小泉内閣              | 新藤義孝                     | 山名靖英                    | 山内俊夫       | 2001年9月21日 - 2002年1月8日   |
| 第1次小泉内閣  | 第1次小泉内閣              | 河野太郎                     | 滝実                        | 山内俊夫       | 2002年1月8日 - 2002年9月30日   |
|                | 第1次改造内閣              | 岩永峯一                     | 吉田六左ェ門                | 岸宏一         | 2002年10月4日 - 2003年9月22日  |
|                | 第2次改造内閣              | 吉田六左ェ門                 | 平沢勝栄                    | 世耕弘成       | 2003年9月25日 - 2003年11月19日 |
| 第2次小泉内閣  | 第2次小泉内閣              | 松本純                       | 平沢勝栄                    | 世耕弘成       | 2003年11月20日 - 2004年4月2日  |
| 第2次小泉内閣  | 第2次小泉内閣              | 松本純                       | （欠員）                    | 世耕弘成       | 2004年4月3日 - 2004年4月5日    |
| 第2次小泉内閣  | 第2次小泉内閣              | 松本純                       | 小西理                      | 世耕弘成       | 2004年4月6日 - 2004年9月27日   |
|                | 改造内閣                   | 増原義剛                     | 松本純                      | 山本保         | 2004年9月30日 - 2005年9月21日  |
| 第3次小泉内閣  | 第3次小泉内閣              | 増原義剛                     | 松本純                      | 山本保         | 2005年9月22日 - 2005年10月31日 |
|                | 改造内閣                   | 上川陽子                     | 桜井郁三                    | 古屋範子       | 2005年11月2日 - 2006年9月26日  |
| 第1次安倍内閣  | 第1次安倍内閣              | 谷口和史                     | 土屋正忠                    | 河合常則       | 2006年9月27日 - 2007年8月27日  |
|                | 第1次改造内閣              | 岡本芳郎                     | 秋葉賢也                    | 二之湯智       | 2007年8月29日 - 2007年9月26日  |
| 福田康夫内閣   | 福田康夫内閣               | 岡本芳郎                     | 秋葉賢也                    | 二之湯智       | 2007年9月27日 - 2008年8月2日   |
|                | 改造内閣                   | 坂本哲志                     | 鈴木淳司                    | 中村博彦       | 2008年8月6日 - 2008年9月24日   |
| 麻生内閣       | 麻生内閣                   | 坂本哲志                     | 鈴木淳司                    | 中村博彦       | 2008年9月29日 - 2009年9月16日  |
| 鳩山由紀夫内閣 | 鳩山由紀夫内閣             | 小川淳也                     | 階猛                        | 長谷川憲正     | 2009年9月18日 - 2010年6月8日   |
| 菅直人內閣     | 菅直人內閣                 | 小川淳也                     | 階猛                        | 長谷川憲正     | 2010年6月9日 - 2010年9月17日   |
|                | 第1次改造内閣              | 内山晃                       | 逢坂誠二                    | 森田高         | 2010年9月21日 - 2011年1月14日  |
|                | 第2次改造内閣              | 内山晃                       | 逢坂誠二                    | 森田高         | 2011年1月18日 - 2011年6月27日  |
| 浜田和幸       | 第2次改造内閣              | 2011年6月27日 - 2011年9月2日 | 逢坂誠二                    | 森田高         |                                |
| 野田内閣       | 野田内閣                   | 福田昭夫                     | 主濱了                      | 森田高         | 2011年9月5日 - 2012年1月13日   |
|                | 第1次改造内閣              | 福田昭夫                     | 主濱了                      | 森田高         | 2012年1月13日 - 2012年4月4日   |
| （欠員）       | 第1次改造内閣              | 福田昭夫                     | 2012年4月5日                | 森田高         |                                |
| 加賀谷健       | 第1次改造内閣              | 福田昭夫                     | 2012年4月6日 - 2012年6月4日 | 森田高         |                                |
|                | 第2次改造内閣              | 福田昭夫                     | 加賀谷健                    | 森田高         | 2012年6月4日 - 2012年6月27日   |
| （欠員）       | 第2次改造内閣              | 2012年6月28日 - 2012年7月6日 | 加賀谷健                    | 森田高         |                                |
| 稲見哲男       | 第2次改造内閣              | 2012年7月6日 - 2012年10月1日 | 加賀谷健                    | 森田高         |                                |
|                | 第3次改造内閣              | 稲見哲男                     | 石津政雄                    | 森田高         | 2012年10月1日 - 2012年12月26日 |
| 第2次安倍内閣  | 第2次安倍内閣              | 橘慶一郎                     | 片山さつき                  | 北村茂男       | 2012年12月26日 - 2013年9月30日 |
| 第2次安倍内閣  | 第2次安倍内閣              | 松本文明                     | 藤川政人                    | 伊藤忠彦       | 2013年9月30日 - 2014年9月3日   |
|                | 改造内閣                   | 武藤容治                     | 赤間二郎                    | 長谷川岳       | 2014年9月4日 - 2014年12月24日  |
| 第3次安倍内閣  | 第3次安倍内閣              | 武藤容治                     | 赤間二郎                    | 長谷川岳       | 2014年12月25日 -2015年10月9日  |
|                | 第1次改造内閣              | 輿水恵一                     | 森屋宏                      | 古賀篤         | 2015年10月9日 - 2016年8月5日   |
|                | 第2次改造内閣              | 冨樫博之                     | 金子恵美                    | 島田三郎       | 2016年8月5日 - 2017年8月7日    |
|                | 第3次改造内閣              | 小倉將信                     | 山田修路                    | 小林史明       | 2017年8月7日 - 2017年11月2日   |
| 第4次安倍内閣  | 第4次安倍内閣              | 小倉將信                     | 山田修路                    | 小林史明       | 2017年11月2日 -2018年10月4日   |
|                | 第4次改造内閣              | 大西英男                     | 國重徹                      | 古賀友一郎     | 2018年10月4日 - 2019年9月13日  |
|                | 第4次再改造内閣            | 木村弥生                     | 斎藤洋明                    | 進藤金日子     | 2019年9月13日 -                |